# Grafkelder van Nassau-Hadamar

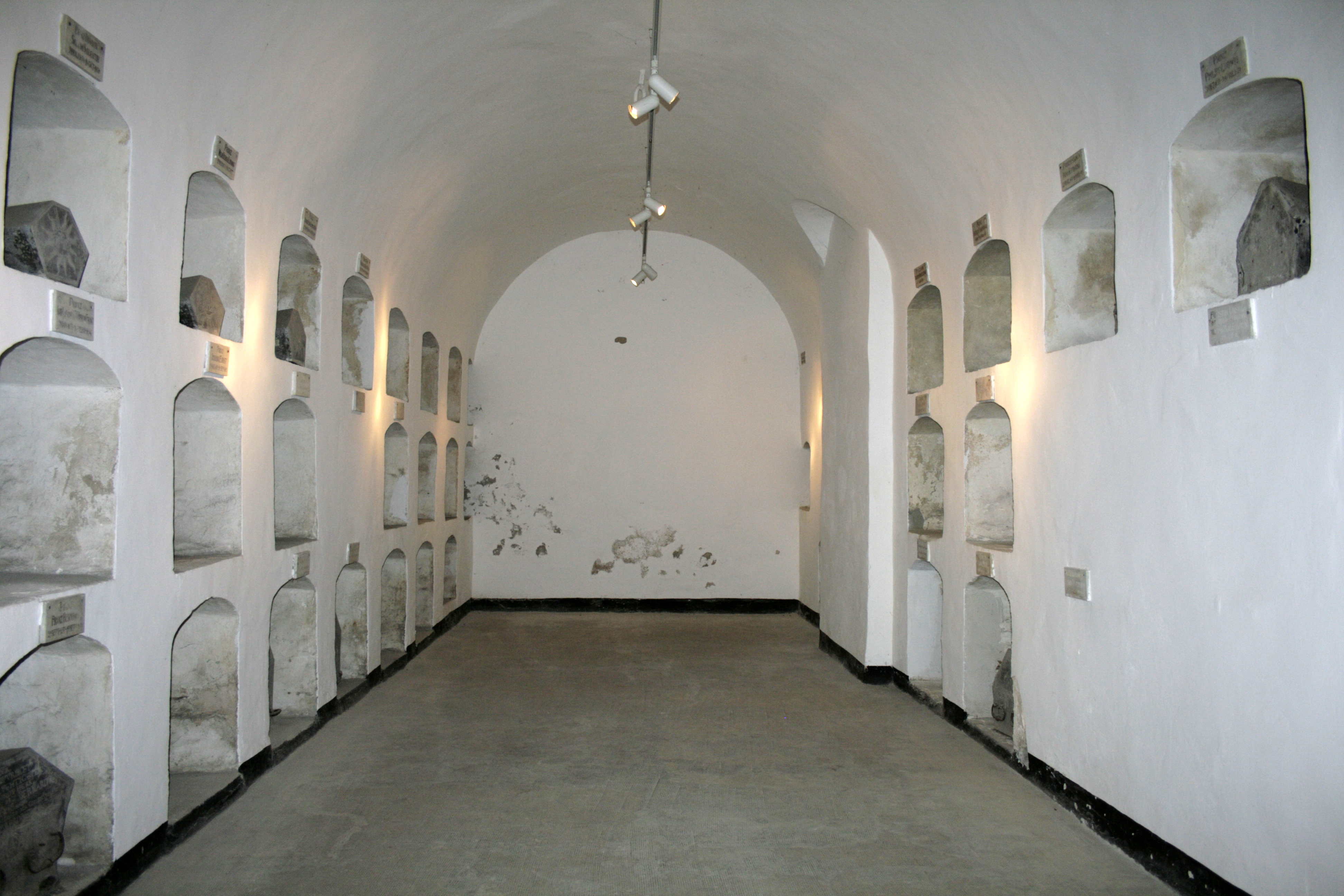
Fürstengruft Hadamar

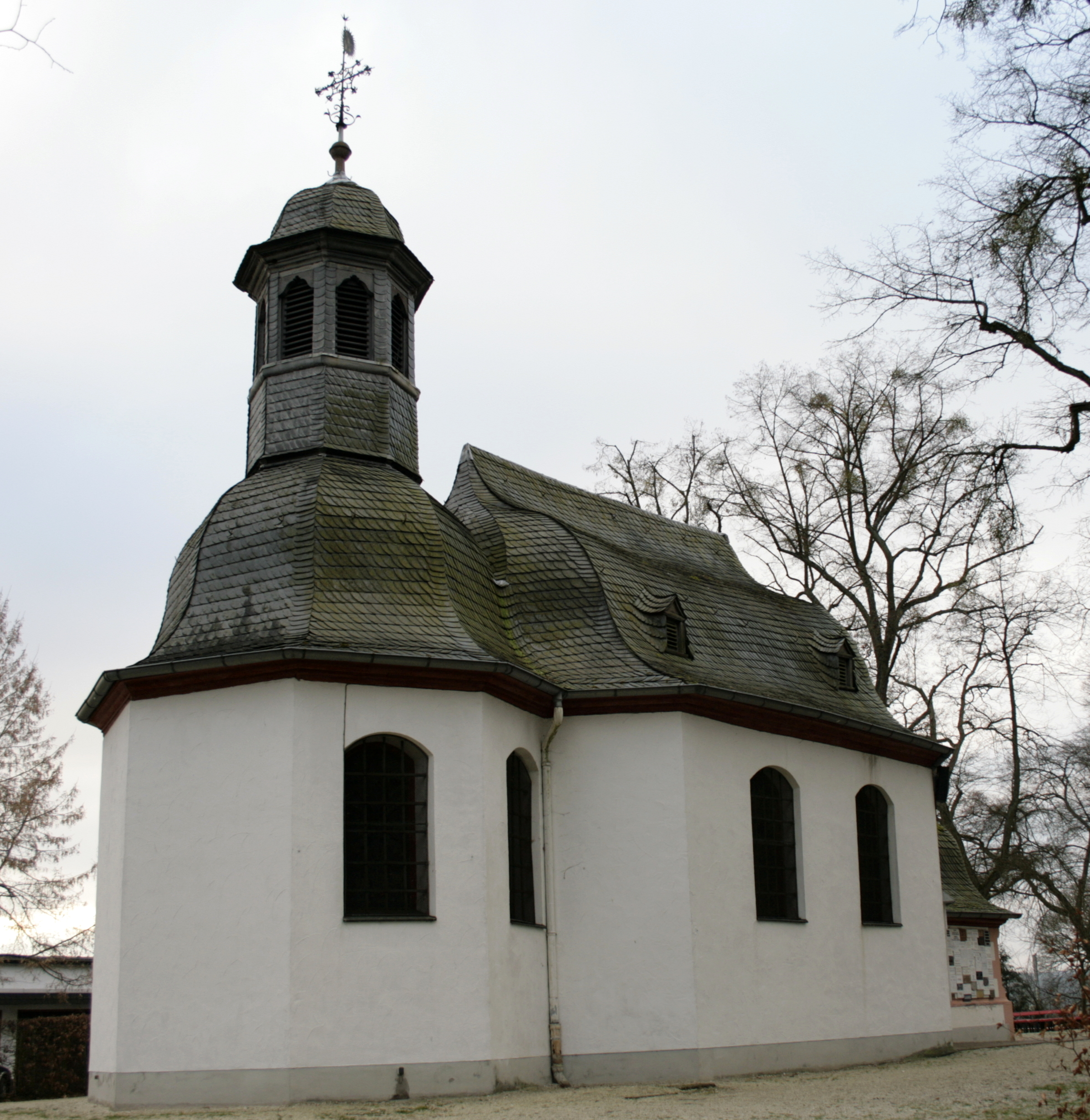
Herzenbergkapel

De grafkelder van de Nassau's onder de in 1658 gebouwde franciscanenkerk in Hadamar wordt de Fürstengruft genoemd. De tientallen kisten van de overledenen uit het geslacht Nassau, zowel de jongere Ottoonse als de oudere Walramse Linie werden door elkaar in nissen in de wand bijgezet. De Liebfrauenkirche in Hadamar waar 35 Nassau's werden bijgezet  bleek in de vroege 19e eeuw niet langer geschikt te zijn als grafkelder en Chapel d' Ardente (Rouwkamer) voor het bovengronds bewaren van de kisten. Daarom werd eerst een aantal kisten voorzichtig overgebracht naar de Fürstengruft. In de jaren vanaf 1835 werden alle kisten van het Geslacht Nassau-Hadamar en de verwanten uit het huis Nassau overgebracht naar deze plaats.
De harten van vier van de graven werden in zilveren of loden urnen uit de Liebfrauenkirche werden in de 18e eeuw aan weerszijden van het altaar van de Herzenberg Kapel in de muur geplaatst. De nissen zijn met rijk bewerkte arduinen stenen gesloten. Het afzonderlijk begraven van hart en lichaam was een katholiek gebruik.
Het gaat om de harten van Franz Bernhard von Nassau-Hadamar, † 1695, Frans Alexander van Nassau-Hadamar, † 1711, Frans Hugo van Nassau-Siegen, † 1736 en Willem Hyacinth van Nassau-Siegen, † 1743. Hun lichamen werden in eerst in de Liebfrauenkirche bijgezet en in 1835 naar de Grafkelder van Nassau-Hadamar overgebracht.
De Duitse stad Hadamar behoorde al sinds de middeleeuwen tot de domeinen van het huis Nassau. In 1290 werden de bezittingen van de Nassaus na de dood van Otto I van Nassau gedeeld. Zo ontstonden de graafschappen Nassau-Siegen, Nassau-Hadamar en Nassau-Dillenburg. Er was in de verdelingsacte een beding, een zogeheten Erbverein opgenomen dat ieder van de graafschappen na het onverhoopt uitsterven van de regerende tak weer aan de hoofdlinie van het huis Nassau, dat van de graven van Nassau-Dillenburg toe zou vallen. Nassau-Hadamar viel na het overlijden van de laatste graaf in 1394 toe aan de tak Nassau-Dillenburg waaruit ook Willem van Oranje stamde.
Na het overlijden van Jan van Nassau (1535-1606) werd het graafschap Nassau-Dillenburg verdeeld onder zijn vijf zonen, waarbij Johan Lodewijk het gebied Hadamar erft. Het tweede grafelijk huis Nassau-Hadamar behoorde tot de landsheren van de Nederrijns-Westfaalse kreits van het Heilige Roomse Rijk van de Duitse Natie.
In 1711 stierf het huis Nassau-Hadamar voor de tweede maal uit met het kinderloos overlijden van Frans Alexander van Nassau-Hadamar. Het Graafschap viel deze keer aan de graaf van Nassau-Siegen, de graaf van Nassau-Dillenburg en de graaf van Nassau-Dietz. Tot 1739 was Vorst Christiaan van Nassau-Dillenburg regent van Nassau-Hadamar. In 1743 werd het  graafschap als ambt deel van het Vorstendom Nassau-Dillenburg.

## Overzicht van de personen die zijn bijgezet in de Fürstengruft

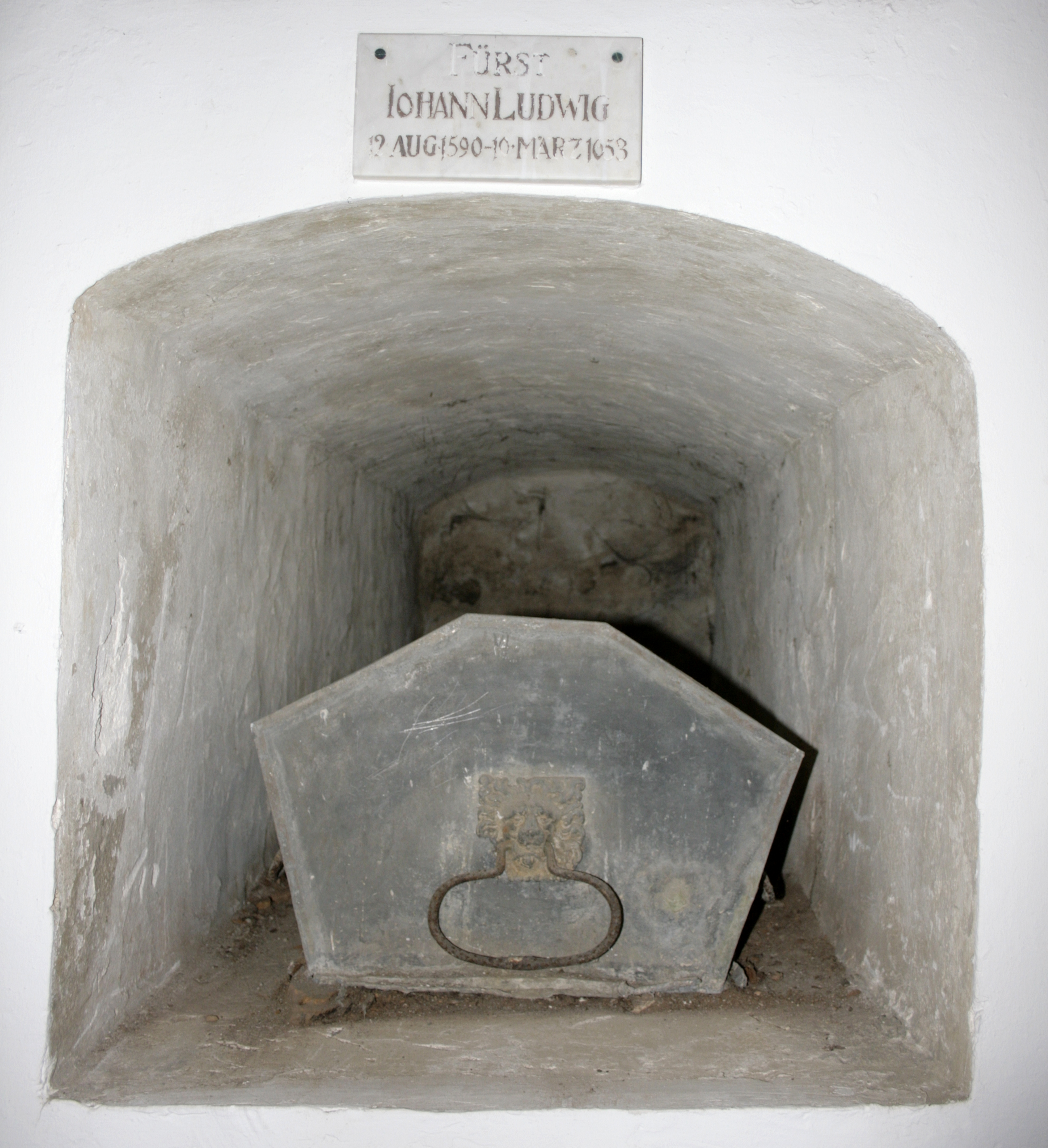
kist van Johan Lodewijk van Nassau-Hadamar 10

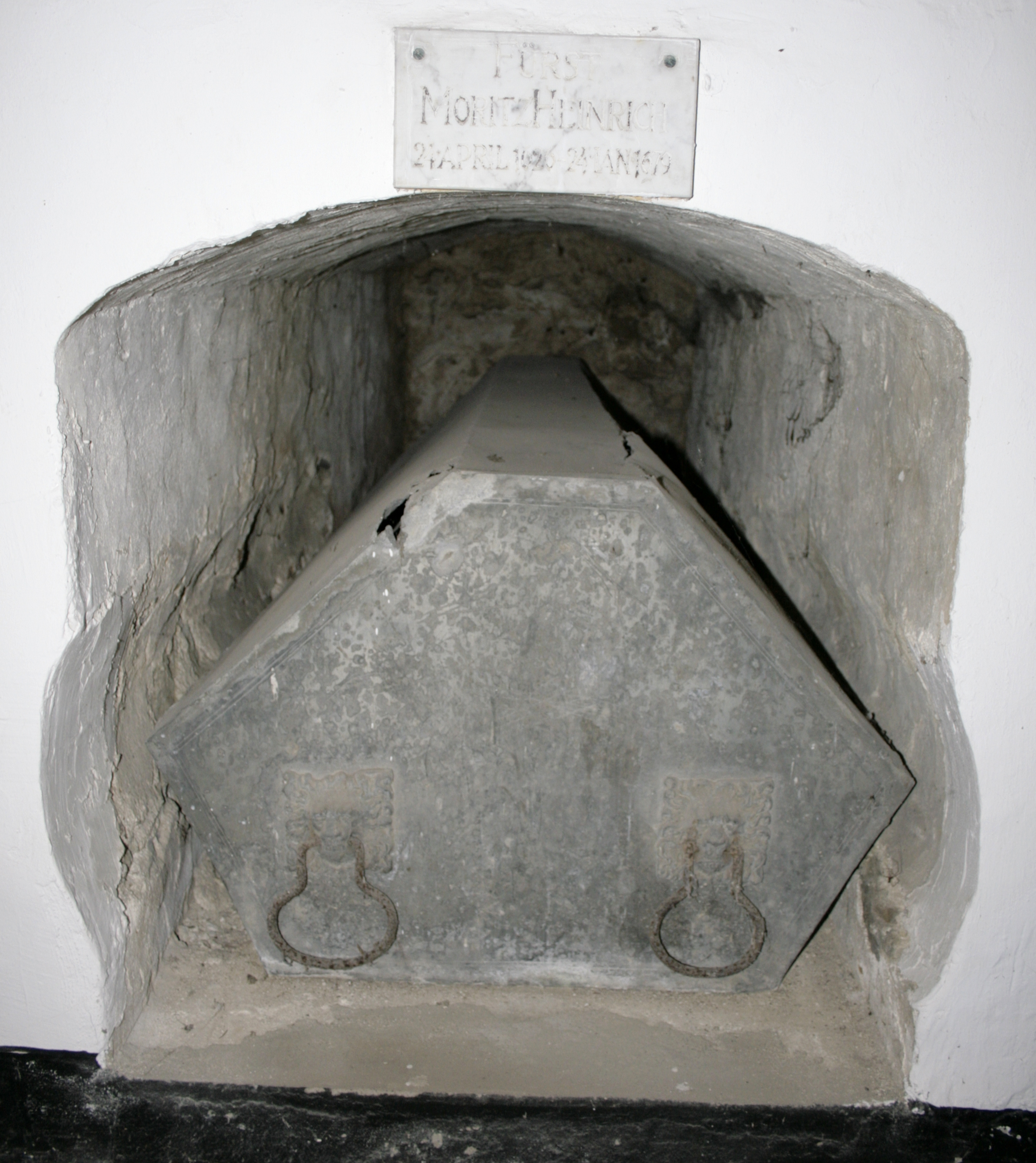
kist van Maurits Hendrik van Nassau-Hadamar 16

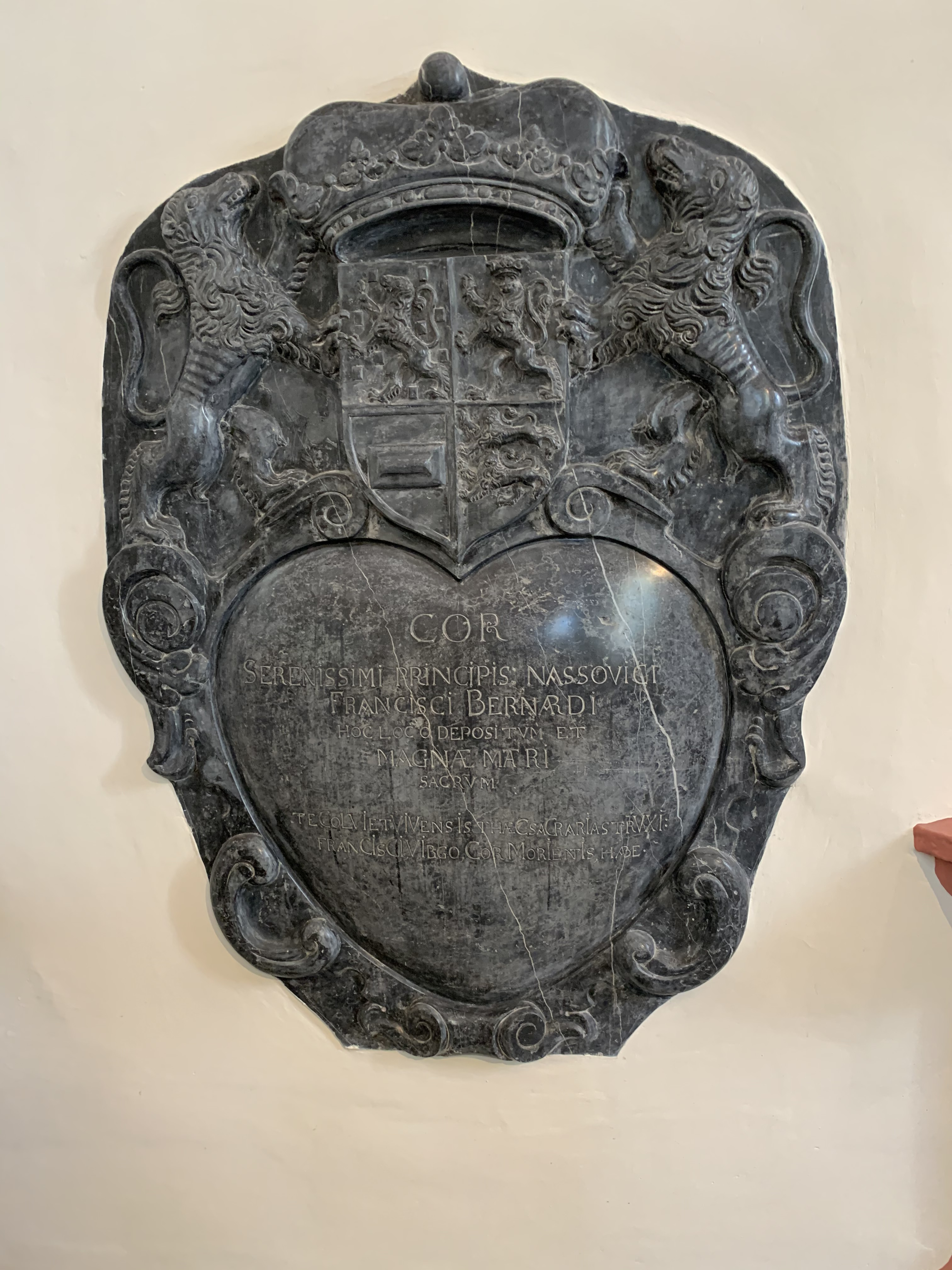
Epitaaf van Frans Bernhard van Nassau-Hadamar 27

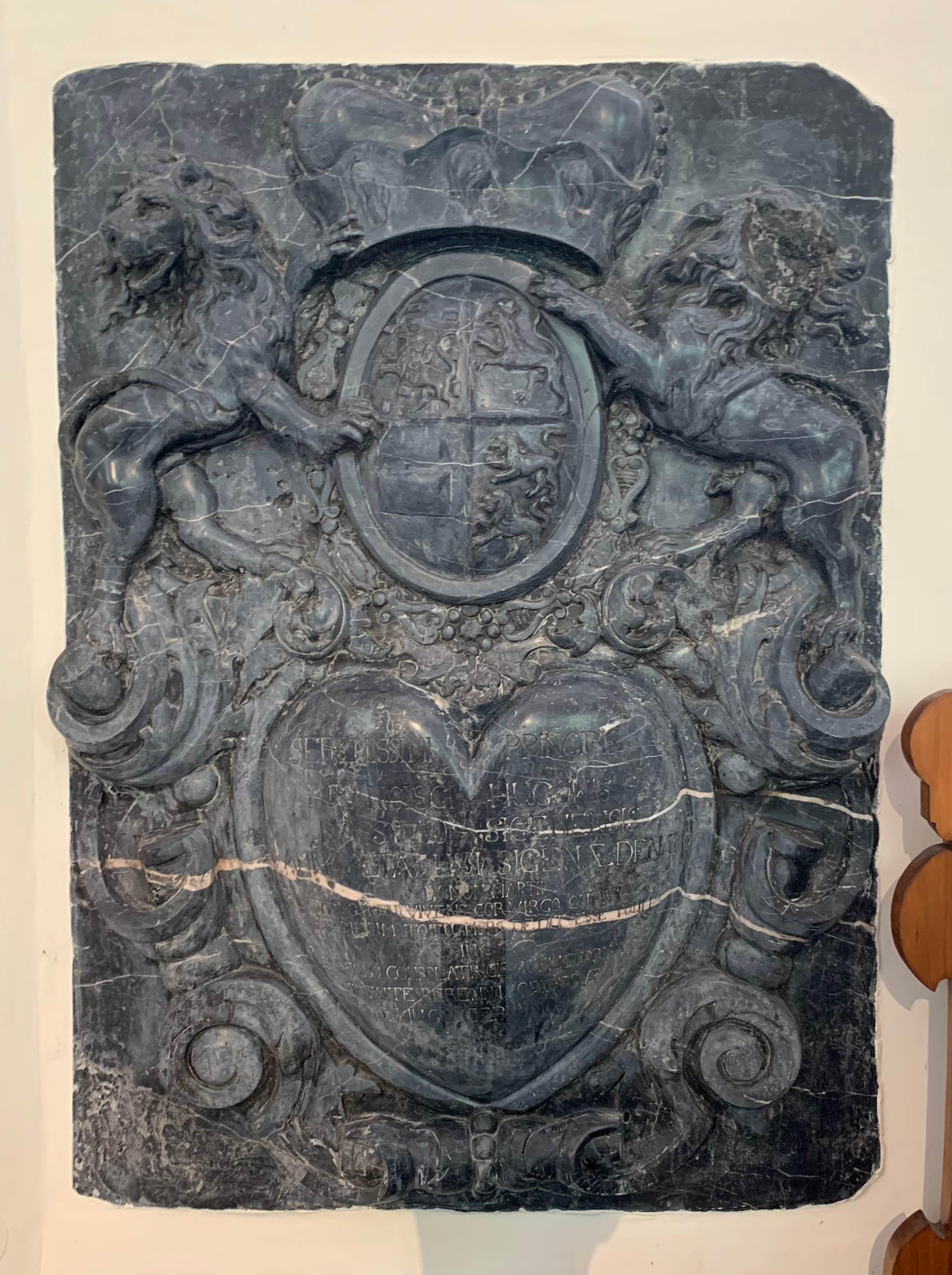
Frans Alexander van Nassau-Hadamar 30

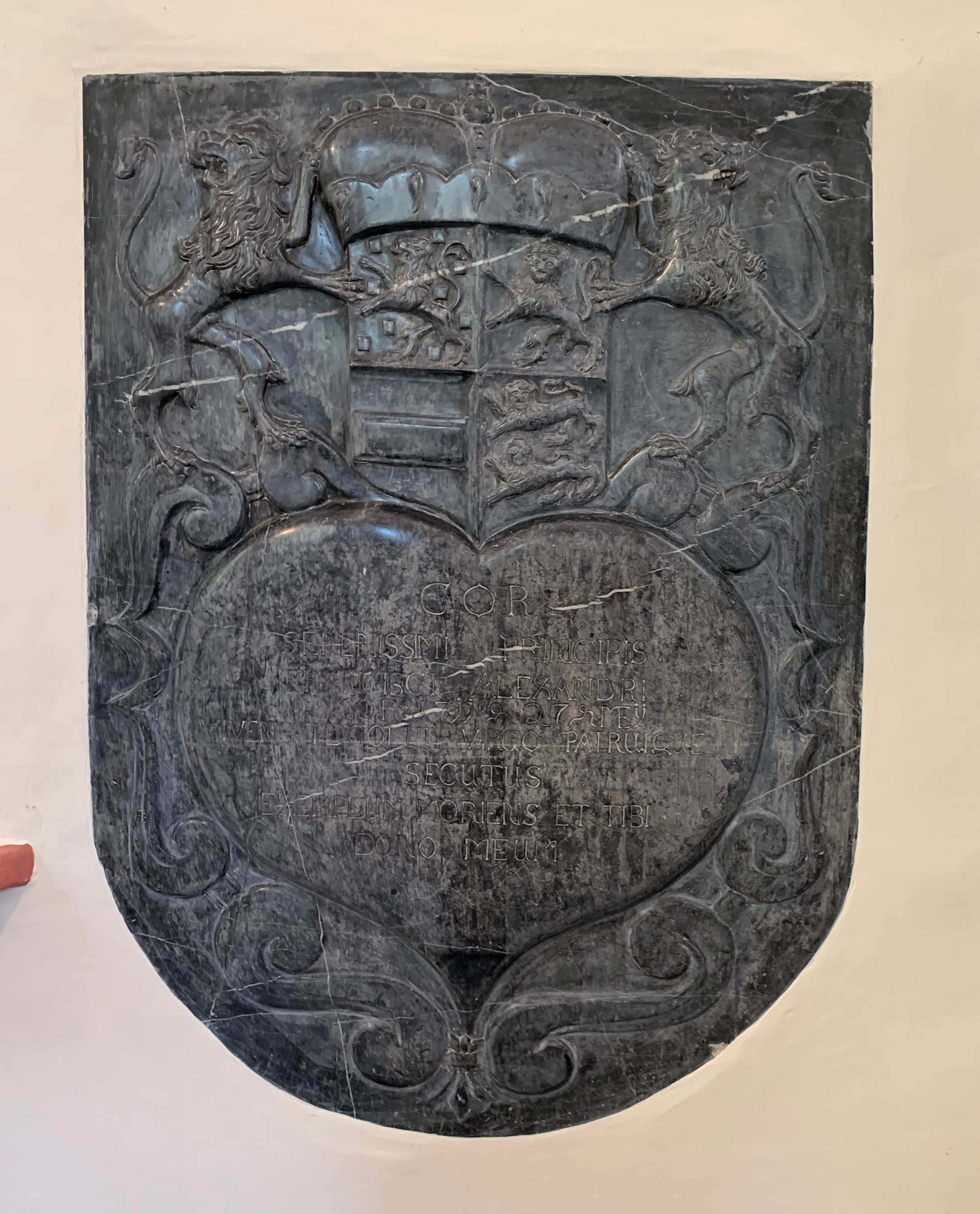
Frans Hugo van Nassau-Siegen 31

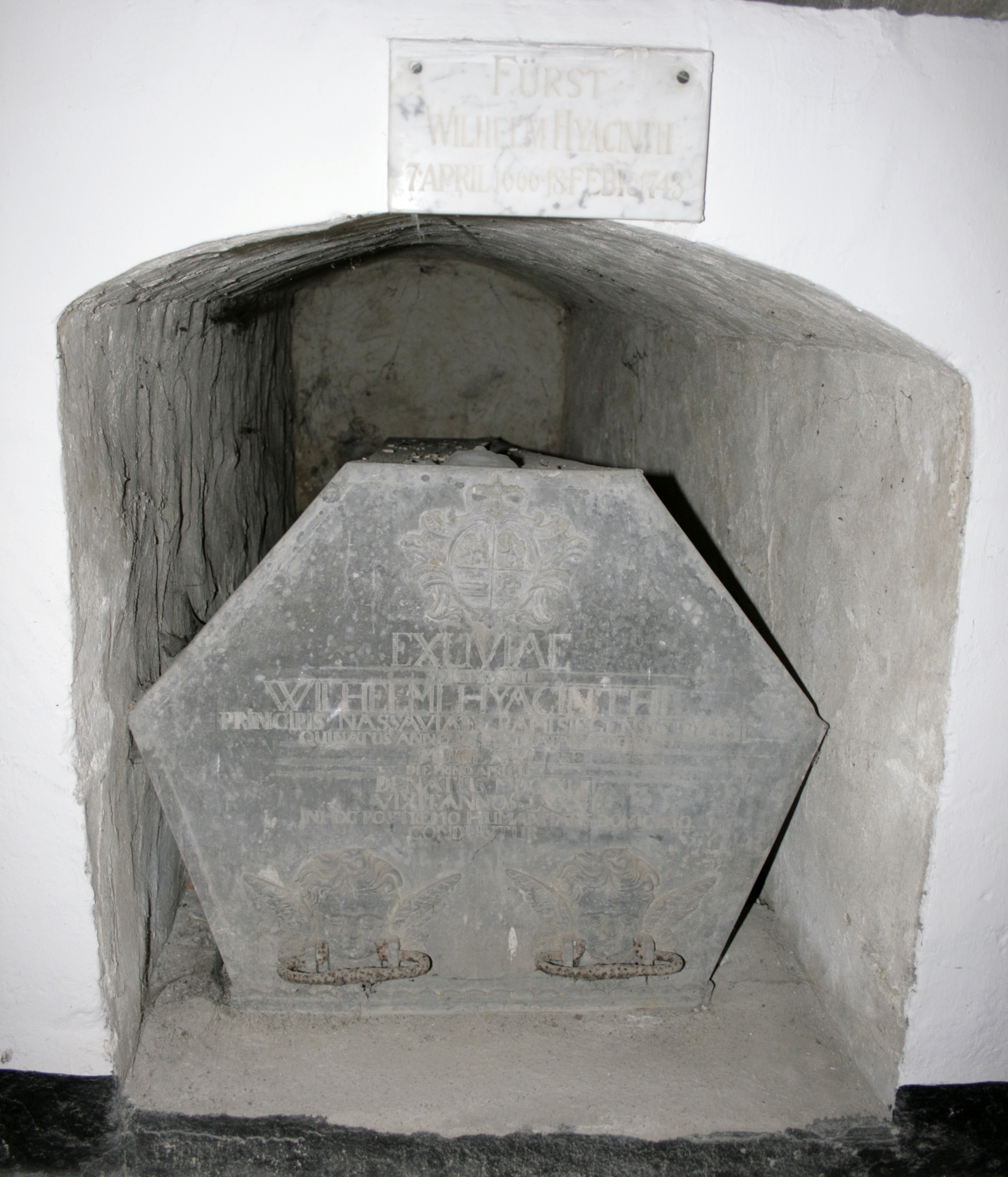
kist van Willem Hyacinth van Nassau-Siegen 33

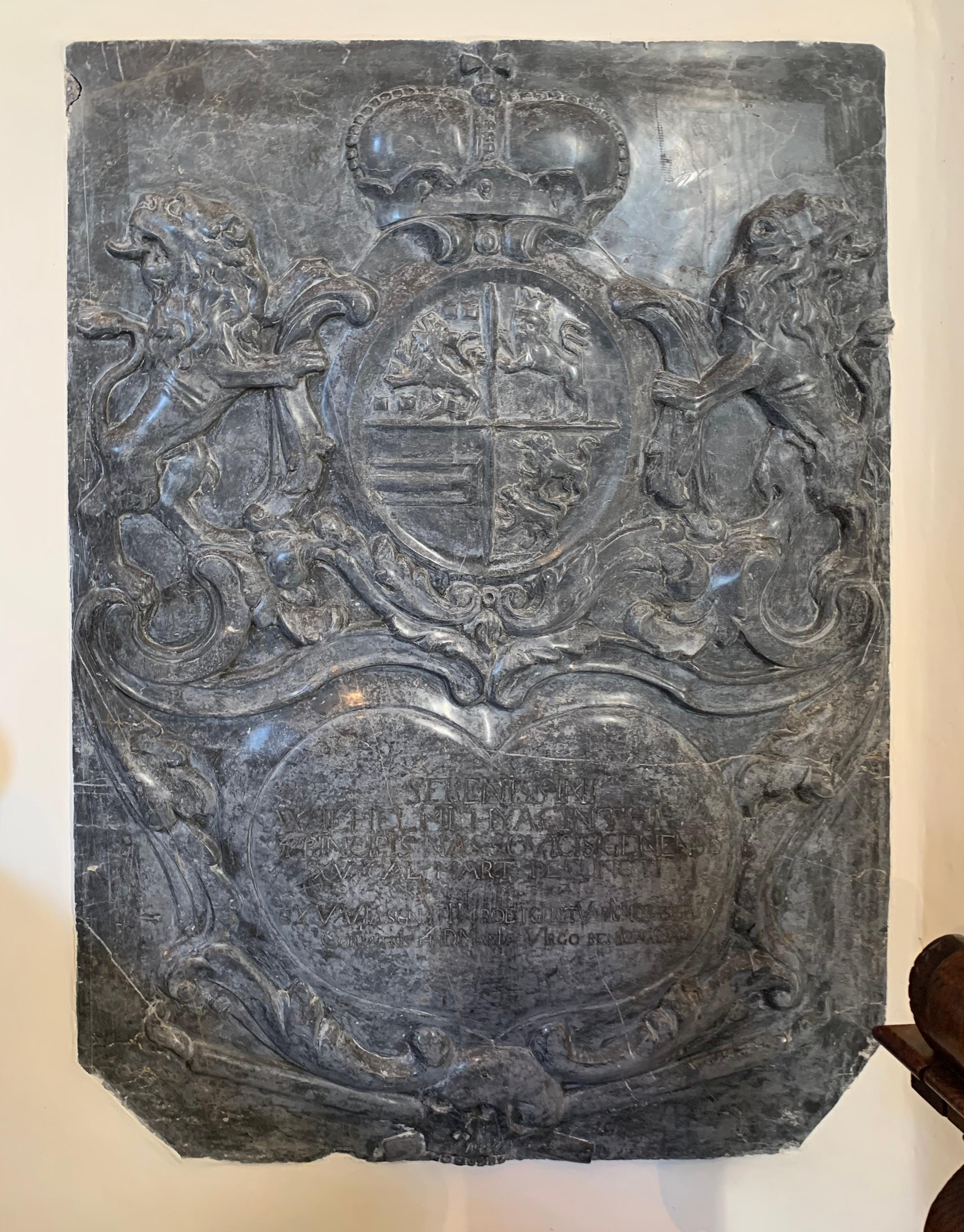
Willem Hyacinth van Nassau-Siegen 33

| Naam | Geboortedatum     | Datum van overlijden | Datum van bijzetting |
| --- | ----------------- | -------------------- | -------------------- |
| 1. Johan Lodewijk van Nassau-Hadamar zoon van Johan Lodewijk (10) bijgezet in de Liebfrauenkirche vanaf 1835 in de Fürstengruft                                                          | 29 augustus 1623  | 12 januari 1624      | 1835                 |
| 2. Simon Lodewijk van Nassau-Hadamar zoon van Johan Lodewijk (10) bijgezet in de Liebfrauenkirche vanaf 1835 in de Fürstengruft                                                          | 8 december 1624   | 28 februari 1628     | 1835                 |
| 3. Philip Lodewijk van Nassau-Hadamar zoon van Johan Lodewijk (10) bijgezet in de Liebfrauenkirche vanaf 1835 in de Fürstengruft                                                         | 11 december 1628  | 24 december 1629     | 1835                 |
| 4. Anna Catharina van Nassau-Hadamar zoon van Johan Lodewijk (10) bijgezet in de Liebfrauenkirche vanaf 1835 in de Fürstengruft                                                          | 27 april 1630     | 10 juni 1630         | 1835                 |
| 5. Anselmus Ferdinand van Nassau-Hadamar zoon van Johan Lodewijk (10) bijgezet in de Liebfrauenkirche vanaf 1835 in de Fürstengruft                                                      | 4 januari 1633    | 3 mei 1634           | 1835                 |
| 6. Johan Lodewijk van Nassau-Hadamar zoon van Johan Lodewijk (10) bijgezet in de Liebfrauenkirche vanaf 1835 in de Fürstengruft                                                          | 7 augustus 1635   | 7 augustus 1635      | 1835                 |
| 7. Ursula van Lippe echtegenote van Johan Lodewijk (10) dochter van Simon VI van Lippe bijgezet in de Liebfrauenkirche vanaf 1835 in de Fürstengruft                                     | 25 februari 1598  | 27 juli 1638         | 1835                 |
| 8. Maria Elisabeth van Nassau-Hadamar dochter van Johan Lodewijk (10) bijgezet in de Liebfrauenkirche vanaf 1835 in de Fürstengruft                                                      | juli 1638         | 23 juli 1638         | 1835                 |
| 9. Johan Ernst van Nassau-Hadamar zoon van Johan Lodewijk (10) bijgezet in de Liebfrauenkirche vanaf 1835 in de Fürstengruft                                                             | 25 oktober 1631   | 28 december 1651     | 1835                 |
| 10. Johan Lodewijk van Nassau-Hadamar zoon van Johan VI van Nassau-Dillenburg bijgezet in de Liebfrauenkirche vanaf 1835 in de Fürstengruft                                              | 6 augustus 1590   | 10 maart 1653        | 1835                 |
| 11. Johan Lamoraal van Nassau-Hadamar zoon van Maurits Hendrik (16) bijgezet in de Liebfrauenkirche vanaf 1835 in de Fürstengruft                                                        | 21 januari 1653   | 18 februari 1654     | 1835                 |
| 12. Frans Caspar Otto van Nassau-Hadamar zoon van Maurits Hendrik (16) bijgezet in de Liebfrauenkirche vanaf 1835 in de Fürstengruft                                                     | 29 november 1657  | 24 februari 1659     | 1835                 |
| 13. Herman Otto van Nassau-Hadamar zoon van Johan Lodewijk (10) bijgezet in de Liebfrauenkirche vanaf 1835 in de Fürstengruft                                                            | 3 december 1627   | 26 juli 1660         | 1835                 |
| 14. Ernestina Louise van Nassau-Hadamar dochter van Maurits Hendrik van Nassau-Hadamar                                                                                                   | 17 februari 1651  | 9 mei 1661           | 1661                 |
| 15. Maximiliaan August van Nassau-Hadamar zoon van Maurits Hendrik (16) bijgezet in de Liebfrauenkirche vanaf 1835 in de Fürstengruft                                                    | 19 oktober 1662   | 26 mei 1664          | 1835                 |
| 16. Maurits Hendrik van Nassau-Hadamar zoon van Johan Lodewijk (10) | 24 april 1629     | 24 januari 1679      | 1679                 |
| 17. Ernestina Charlotte van Nassau-Siegen 1e echtgenote van Maurits Hendrik (16) dochter van Johan VIII van Nassau-Siegen bijgezet in de Liebfrauenkirche vanaf 1835 in de Fürstengruft  | 1623              | 1668                 | 1835                 |
| 18. Philip Carl van Nassau-Hadamar zoon van Maurits Hendrik (16) bijgezet in de Liebfrauenkirche vanaf 1835 in de Fürstengruft                                                           | 15 mei 1656       | 11 juli 1668         | 1835                 |
| 19. Maria Leopoldina van Nassau-Siegen 2e echtgenote van Maurits Hendrik (16) bijgezet in de Liebfrauenkirche vanaf 1835 in de Fürstengruft                                              | 1652              | 1675                 | 1835                 |
| 20. Lotharius Hugo Lamoral August van Nassau-Hadamar zoon van Maurits Hendrik (16) bijgezet in de Liebfrauenkirche vanaf 1835 in de Fürstengruft                                         | 4 april 1675      | 24 juni 1675         | 1835                 |
| 21. Leopold Frans Ignaz van Nassau-Hadamar zoon van Maurits Hendrik (16) bijgezet in de Liebfrauenkirche vanaf 1835 in de Fürstengruft                                                   | 16 september 1672 | 19 juli 1675         | 1835                 |
| 22. Damiaan Salomon Salentin van Nassau-Hadamar zoon van Maurits Hendrik (16) | 24 juli 1676      | 18 oktober 1676      | 1676                 |
| 23. Willem Bernard Lodewijk van Nassau-Hadamar zoon van Maurits Hendrik (16) | 23 mei 1677       | 3 oktober 1677       | 1677                 |
| 24. Hugo Ferdinand van Nassau-Hadamar zoon van Maurits Hendrik (16) | 22 mei 1678       | 3 oktober 1679       | 1679                 |
| 25. Maria Sebastiana Pottingen nicht van Anna Louise Manderscheid-Blankenheim | 1679              | 1684                 | 1684                 |
| 26. Anna Louise Manderscheid-Blankenheim 3e echtgenote van Maurits Hendrik (16) | 11 april 1654     | 23 april 1692        | 1692                 |
| 27. Frans Bernhard van Nassau-Hadamar zoon van Johan Lodewijk (10) zijn hart is bijgezet in de Herzenbergkapel                                                                           | 21 september 1637 | 15 september 1695    | 1695                 |
| 28. Francisca van Nassau-Hadamar dochter van Frans Alexander van Nassau-Hadamar | 16 september 1696 | 18 juni 1697         | 1697                 |
| 29. Jozef Hugo Willem Ernst van Nassau-Hadamar zoon van Frans Alexander van Nassau-Hadamar                                                                                               | 18 april 1701     | 6 december 1708      | 1708                 |
| 30. Frans Alexander van Nassau-Hadamar zoon van Maurits Hendrik (16) zijn hart is bijgezet in de Herzenbergkapel zijn echtgenote is bijgezet in de kerk van St.Martinsconvent te Boppard | 27 januari 1674   | 27 mei 1711          | 1711                 |
| 31. Frans Hugo van Nassau-Siegen zoon van Johan Frans Desideratus van Nassau-Siegen zijn hart is bijgezet in de Herzenbergkapel                                                          | 18 oktober 1678   | 4 maart 1735         | 1735                 |
| 32. Charlotte Wilhelmine Amalie Alexandrina van Nassau-Hadamar dochter van Frans Alexander van Nassau-Hadamar echtgenote van Jean-Philippe-Eugène de Merode                              | 21 september 1703 | 25 september 1740    | 1740                 |
| 33. Willem Hyacinth van Nassau-Siegen zoon van Johan Frans Desideratus van Nassau-Siegen zijn hart is bijgezet in de Herzenbergkapel                                                     | 3 april 1666      | 18 februari 1743     | 1743                 |

## Meer grafkelders
- Lijst van grafkelders van het huis Nassau

## Websites
- Familiegraven van Oranje en Nassau: Crypten Nassau-Hadamar(D)
- Familiegraven van Oranje en Nassau: Grafkelders Nassau-Hadamar(D)